# (19494) Gerbs
(19494) Gerbs est un astéroïde de la ceinture principale.

## Description
(19494) Gerbs est un astéroïde de la ceinture principale. Il fut découvert le 23 mai 1998 à la station Anderson Mesa par le programme LONEOS. Il présente une orbite caractérisée par un demi-grand axe de 2,99 UA, une excentricité de 0,05 et une inclinaison de 12,0° par rapport à l'écliptique.

## Compléments